# Come On Girl
«Come On Girl» — песня, написанная и спродюсированная Тайо Крусом при участии певицы Лучианы Капоразо. Это третий сингл с его дебютного студийного альбома Departure (2008), а также входит в его второй студийный альбом Rokstarr (2009). Это был его самый большой хит на сегодняшний день, занявший пятое место в UK Singles Chart, превзойдя оба его предыдущих хита из топ-30 Великобритании, до его хита 2009 года «Break Your Heart», который достиг первого места. Сингл включает Би-сайд «Can’t Say Go», написанный и спродюсированный самим Крусом.

## Информация о песне
Выступая в феврале 2008 года перед R&B-писателем Питом Льюисом из отмеченного наградами Blues & Soul, Крус объяснил причины клубного влияния сингла: «Поскольку в последнее время я хожу в клубы, где играют много электро, в нём определенно есть что-то от той атмосферы. Но, хотя у некоторых людей этот драйвовый ритм может ассоциироваться с хаусом и танцевальной музыкой, я также заметил, что в последних постановках Тимбалэнда, посвященных Джастину Тимберлейку и Бритни Спирс, эти новые ритмы также сочетаются с барабанным ритмом „четыре в пол“. Итак, поскольку я думаю, что это направление развития R&B, я в основном пошёл в этом направлении, добавив при этом английскую техно-нотку, о которой американцы даже не подозревают». Музыкальное видео показывает Круса в очень медленной автомобильной погоне. Лучиана также появляется в роли гостя.

## Список композиций
- CD single[1]

1. «Come on Girl» (Radio Edit) — 3:22
2. «Can’t Say Go» — 3:18
3. «Come on Girl» (The Wideboys Remix) — 5:34
4. «Come on Girl» (Delinquent Remix) — 5:11

- Digital download — Radio Edit[2]

1. «Come on Girl» (Radio Edit) — 3:22

- Digital download — Album Version[3]

1. «Come on Girl» (Album Version) — 3:33

- Digital download — EP[4]

1. «Come on Girl» (The Wideboys Remix) — 6:08
2. «Come on Girl» (No Rap) — 3:08
3. «Come on Girl» (Radio Edit) — 3:22
4. «Come on Girl» (Delinquent Remix) — 5:09
5. «Come on Girl» (Sticky Dirty Pop Remix) — 4:25
6. «Come on Girl» (Naughty Boy Remix) — 3:56

- Digital download — Remix single[5]

1. «Come on Girl» (The Wideboys Radio Edit) — 3:16
2. «Come on Girl» (Delinquent Remix) — 5:09
3. «Come on Girl» (Sticky Dirty Pop Remix) — 4:25

## Чарты

### Чарты недели
| Чарты (2008)                     | Позиция |
| -------------------------------- | ------- |
| European Hot 100                 | 22      |
| Ирландия (IRMA)                  | 19      |
| Великобритания (OCC UK Singles)  | 5       |
| UK R&B (Official Charts Company) | 1       |

### Итоговый чарт
| Чарт (2008)                          | Позиция |
| ------------------------------------ | ------- |
| UK Singles (Official Charts Company) | 72      |